# Roberto Jefferson

Roberto Jefferson Monteiro Francisco es un político brasileño. Nació el 14 de junio de 1953 en la ciudad de Petrópolis, en el estado brasileño de Río de Janeiro. Es hijo de Neusa Dalva Monteiro Francisco y Roberto Francisco. Roberto Jefferson está casado con Ecila Brasil Jefferson Francisco.
Terminó los estudios colegiales en el Colegio Werneck, de Petrópolis. En 1975 ingresó en la Universidad Estácio de Sá, de Río de Janeiro, donde se graduó en Derecho en 1979.
Su carrera política comenzó oficialmente en 1971, cuando ingresó en el MDB. Jefferson permaneció en el partido hasta 1979, cuando fue entonces para el PP. Abandonó el PP en 1980 y entró en el PTB, partido cuya fundación en 1945 tuvo la participación de su abuelo. Jefferson permanece deste entonces en el PTB, siendo en la actualidad el diputado federal más antiguo en la Cámara de los Diputados.
En 1999 el PTB lo eligió líder en la Cámara de los Diputados. El PTB lo mantuvo en el cargo los años siguientes, en: 2000, 2001 y 2002. En febrero de 2003, el PTB lo escogió como presidente nacional del partido, posición que ocupa actualmente.
Entre sus mandatos están el de diputado federal (1983-1987, PTB-RJ), diputado federal Constituyente (1987-1991, PTB-RJ), diputado federal del Congreso Revisor (1991-1995, PTB-RJ), diputado federal (1995-1999,PTB-RJ), diputado federal (1999-2003, PTB-RJ) y diputado federal (2003-2007, PTB-RJ).
A pesar de su extensa trayectoria en la política fue en 2005 cuando se hizo popular por estar involucrado en el caso de corrupción entre su partido y el gubernamental del presidente brasileño Lula, el Partido dos Trabalhadores, incluso dio el nombre popular del escándalo llamado por el "mensalão".